# Campeonato Pan-Americano de Handebol Feminino de 2013
O Campeonato Pan-Americano de Handebol Feminino de 2013, foi sediado na República Dominicana, mais precisamente na cidade de Santo Domingo. O torneio serviu para classificar as quatro melhores equipes para o Campeonato Mundial de 2013 na Sérvia.
A seleção brasileira sagrou-se campeã ao derrotar as argentinas por 38 a 15 na grande final, levantando o seu oitavo título do torneio.

## Equipes
| Group A                                                              | Group B                                             |
| -------------------------------------------------------------------- | --------------------------------------------------- |
| Brasil · República Dominicana · México · Estados Unidos · Costa Rica | Argentina · Uruguai · Venezuela · Canadá · Paraguai |

## Fase de grupos

### Grupo A
| Seleção              | P | J | V | E | D | GP  | GC  | SG   |
| -------------------- | - | - | - | - | - | --- | --- | ---- |
| Brasil               | 8 | 4 | 4 | 0 | 0 | 188 | 57  | +131 |
| República Dominicana | 6 | 4 | 3 | 0 | 1 | 115 | 89  | +26  |
| México               | 4 | 4 | 2 | 0 | 2 | 109 | 114 | -5   |
| Estados Unidos       | 2 | 4 | 1 | 0 | 3 | 74  | 114 | -40  |
| Costa Rica           | 0 | 4 | 0 | 0 | 4 | 51  | 162 | –112 |

| 1º de Junho de 2013 13:00 | México      | 35 – 16   | Costa Rica | Santo Domingo Árbitros: Lenci, Grillo |
| 1º de Junho de 2013 13:00 | Sifuentes 5 | (18–7)    | Blanco 5   | Santo Domingo Árbitros: Lenci, Grillo |
| 1º de Junho de 2013 13:00 | 3× 2×       | Relatório |            | Santo Domingo Árbitros: Lenci, Grillo |

| 1º de Junho 2013 15:00 | Brasil      | 44 – 10   | Estados Unidos  | Santo Domingo Árbitros: Pichon, Reveret |
| 1º de Junho 2013 15:00 | da Silva 10 | (21–3)    | Hesser, Lewis 3 | Santo Domingo Árbitros: Pichon, Reveret |
| 1º de Junho 2013 15:00 | 2× 3×       | Relatório | 1× 2×           | Santo Domingo Árbitros: Pichon, Reveret |

| 2 de Junho de 2013 15:15 | Estados Unidos    | 11 – 27   | República Dominicana | Santo Domingo Árbitros: Marina, Minora |
| 2 de Junho de 2013 15:15 | Hesser, Darling 2 | (6–16)    | Pop 7                | Santo Domingo Árbitros: Marina, Minora |
| 2 de Junho de 2013 15:15 | 3×                | Relatório | 3×                   | Santo Domingo Árbitros: Marina, Minora |

| 2 de Junho de 2013 19:00 | Costa Rica | 7 – 59    | Brasil      | Santo Domingo Árbitros: Pérez, Guzmán |
| 2 de Junho de 2013 19:00 | Fallas 3   | (2–31)    | da Silva 14 | Santo Domingo Árbitros: Pérez, Guzmán |
| 2 de Junho de 2013 19:00 | 5× 3×      | Relatório | 2× 3×       | Santo Domingo Árbitros: Pérez, Guzmán |

| 3 de Junho de 2013 17:00 | República Dominicana | 27 – 26   | México     | Santo Domingo Árbitros: Marina, Minore |
| 3 de Junho de 2013 17:00 | Peña 7               | (11–11)   | Saavedra 6 | Santo Domingo Árbitros: Marina, Minore |
| 3 de Junho de 2013 17:00 | 5× 2×                | Relatório | 1× 2×      | Santo Domingo Árbitros: Marina, Minore |

| 3 de Junho de 2013 19:00 | Estados Unidos | 30 – 13   | Costa Rica | Santo Domingo Árbitros: González, Prieto |
| 3 de Junho de 2013 19:00 | Hesser 9       | (14–7)    | Fallas 3   | Santo Domingo Árbitros: González, Prieto |
| 3 de Junho de 2013 19:00 | 5× 2×          | Relatório | 4×         | Santo Domingo Árbitros: González, Prieto |

| 4 de Junho de 2013 17:00 | Costa Rica | 15 – 39   | República Dominicana | Santo Domingo Árbitros: Pérez, Guzmán |
| 4 de Junho de 2013 17:00 | Camacho 4  | (7–19)    | Peña 7               | Santo Domingo Árbitros: Pérez, Guzmán |
| 4 de Junho de 2013 17:00 | 6× 3× 1×   | Relatório | 1×                   | Santo Domingo Árbitros: Pérez, Guzmán |

| 4 de Junho de 2013 19:00 | México    | 18 – 48   | Brasil      | Santo Domingo Árbitros: Lenci, Grillo |
| 4 de Junho de 2013 19:00 | Navarro 4 | (11–24)   | da Silva 10 | Santo Domingo Árbitros: Lenci, Grillo |
| 4 de Junho de 2013 19:00 | 2×        | Relatório | 1× 3×       | Santo Domingo Árbitros: Lenci, Grillo |

| 5 de Junho de 2013 15:00 | México     | 30 – 23   | Estados Unidos | Santo Domingo Árbitros: González, Prieto |
| 5 de Junho de 2013 15:00 | Saavedra 6 | (15–13)   | Hesser 6       | Santo Domingo Árbitros: González, Prieto |
| 5 de Junho de 2013 15:00 | 5× 3×      | Relatório | 6× 3×          | Santo Domingo Árbitros: González, Prieto |

| 5 de Junho de 2013 17:00 | Brasil             | 37 – 22   | República Dominicana | Santo Domingo Árbitros: Pichon, Reveret |
| 5 de Junho de 2013 17:00 | Rocha, Rodrigues 7 | (21–13)   | Pop 5                | Santo Domingo Árbitros: Pichon, Reveret |
| 5 de Junho de 2013 17:00 | 4× 3×              | Relatório | 3×                   | Santo Domingo Árbitros: Pichon, Reveret |

### Grupo B
| Seleção   | P | J | V | E | D | GP  | GC  | SG  |
| --------- | - | - | - | - | - | --- | --- | --- |
| Argentina | 8 | 4 | 4 | 0 | 0 | 136 | 63  | +73 |
| Paraguai  | 6 | 4 | 3 | 0 | 1 | 97  | 108 | -11 |
| Uruguai   | 4 | 4 | 2 | 0 | 2 | 109 | 112 | -3  |
| Venezuela | 2 | 4 | 1 | 0 | 3 | 125 | 136 | -11 |
| Canadá    | 0 | 4 | 0 | 0 | 4 | 89  | 127 | –38 |

| 1 de Junho de 2013 15:00 | Argentina | 37 – 14   | Canadá    | Santo Domingo Árbitros: Pérez, Guzmán |
| 1 de Junho de 2013 15:00 | Decilio 6 | (17–6)    | Barette 4 | Santo Domingo Árbitros: Pérez, Guzmán |
| 1 de Junho de 2013 15:00 | 3×        | Relatório | 3× 2×     | Santo Domingo Árbitros: Pérez, Guzmán |

| 1 de Junho de 2013 19:00 | Venezuela | 30 – 35   | Paraguai    | Santo Domingo Árbitros: Pinto, Menezes |
| 1 de Junho de 2013 19:00 | Barinas 9 | (13–19)   | F. Aluan 14 | Santo Domingo Árbitros: Pinto, Menezes |
| 1 de Junho de 2013 19:00 | 6× 3×     | Relatório | 5× 3×       | Santo Domingo Árbitros: Pinto, Menezes |

| 2 de Junho de 2013 12:30 | Canadá    | 25 – 31 | Uruguai | Santo Domingo |
| 2 de Junho de 2013 12:30 | (12–14)   |         |         | Santo Domingo |
| 2 de Junho de 2013 12:30 | Relatório |         |         | Santo Domingo |

| 2 de Junho de 2013 17:00 | Paraguai | 10 – 32   | Argentina | Santo Domingo Árbitros: González, Prieto |
| 2 de Junho de 2013 17:00 | Acuña 7  | (5–18)    | Decilio 6 | Santo Domingo Árbitros: González, Prieto |
| 2 de Junho de 2013 17:00 | 3×       | Relatório | 1× 3×     | Santo Domingo Árbitros: González, Prieto |

| 3 de Junho de 2013 13:00 | Canadá    | 23 – 28   | Paraguai   | Santo Domingo Árbitros: Pérez, Gusmán |
| 3 de Junho de 2013 13:00 | Barette 4 | (13–16)   | F. Aluan 8 | Santo Domingo Árbitros: Pérez, Gusmán |
| 3 de Junho de 2013 13:00 | 1× 3×     | Relatório | 2× 3×      | Santo Domingo Árbitros: Pérez, Gusmán |

| 3 de Junho de 2013 15:00 | Uruguai   | vs. | Venezuela | Santo Domingo Árbitros: Pinto, Menezes |
| 3 de Junho de 2013 15:00 | (19–15)   |     |           | Santo Domingo Árbitros: Pinto, Menezes |
| 3 de Junho de 2013 15:00 | Relatório |     |           | Santo Domingo Árbitros: Pinto, Menezes |

| 4 de Junho de 2013 13:00 | Paraguai    | 24 – 23   | Uruguai | Santo Domingo Árbitros: Pinto, Menezes |
| 4 de Junho de 2013 13:00 | C. Aluan 10 | (11–13)   | Fynn 6  | Santo Domingo Árbitros: Pinto, Menezes |
| 4 de Junho de 2013 13:00 | 4×          | Relatório | 2× 3×   | Santo Domingo Árbitros: Pinto, Menezes |

| 4 de Junho de 2013 15:00 | Venezuela | 20 – 38 | Argentina | Santo Domingo Árbitros: Pichon, Reveret |
| 4 de Junho de 2013 15:00 | (9–17)    |         |           | Santo Domingo Árbitros: Pichon, Reveret |
| 4 de Junho de 2013 15:00 | Relatório |         |           | Santo Domingo Árbitros: Pichon, Reveret |

| 5 de Junho de 2013 13:00 | Venezuela | 31 – 27 | Canadá | Santo Domingo |
| 5 de Junho de 2013 13:00 | Relatório |         |        | Santo Domingo |
| 5 de Junho de 2013 13:00 |           |         |        | Santo Domingo |

| 5 de Junho de 2013 19:00 | Argentina | vs.       | Uruguai | Santo Domingo Árbitros: Pérez, Guzmán |
| 5 de Junho de 2013 19:00 | Mendoza 6 | (16–6)    | Faedo 5 | Santo Domingo Árbitros: Pérez, Guzmán |
| 5 de Junho de 2013 19:00 | 5× 2×     | Relatório | 2× 3×   | Santo Domingo Árbitros: Pérez, Guzmán |

### Fase Final
|  | Semifinals                 | Semifinals                 |    |                            | Final                      | Final |  |
|  |                            |                            |    |                            |                            |       |  |
|  | 7 de Junho – Santo Domingo |                            |    |                            |                            |       |  |
|  | Brasil                     | 43                         |    |                            |                            |       |  |
|  | Paraguai                   | 17                         |    |                            |                            |       |  |
|  |                            |                            |    |                            |                            |       |  |
|  |                            |                            |    |                            | 8 de Junho – Santo Domingo |       |  |
|  |                            |                            |    |                            | Brasil                     | 40    |  |
|  |                            | Argentina                  | 15 |                            |                            |       |  |
|  |                            |                            |    |                            |                            |       |  |
|  |                            |                            |    |                            |                            |       |  |
|  |                            |                            |    |                            | Terceiro Lugar             |       |  |
|  | 7 de Junho – Santo Domingo | 7 de Junho – Santo Domingo |    | 8 de Junho – Santo Domingo | 8 de Junho – Santo Domingo |       |  |
|  | República Dominicana       | 17                         |    | Paraguai                   | 19                         |       |  |
|  | Argentina                  | 27                         |    |                            | República Dominicana       | 28    |  |

## Premiação
| Campeonato Pan-Americano   |
| Brasil                     |
| -------------------------- |
| BRASIL Campeão (8° título) |